# Three on a Match
Three on a Match (bra: Três... Ainda é Bom!; prt: Three on a Match) é um filme pre-Code estadunidense de 1932, do gênero drama criminal, dirigido por Mervyn LeRoy, e estrelado por Joan Blondell, Warren William, Ann Dvorak e Bette Davis. A produção também conta com Lyle Talbot, Humphrey Bogart, Allen Jenkins e Edward Arnold em papéis menores.

## Sinopse
Três mulheres que estudaram juntas se reecontram depois de algum tempo e descobrem quais caminhos diferentes tomaram em suas vidas. Mary Keaton (Joan Blondell) é uma atriz que conseguiu se estabelecer em sua vida depois de passar algum tempo em um reformatório,
já Ruth Westcott (Bette Davis) se tornou uma estenógrafa, e Vivian Revere Kirkwood (Ann Dvorak), que vive a melhor vida entre as três, casou-se com o advogado de sucesso, Robert Kirkwood (Warren William) e tem um filho pequeno, Robert Jr. (Buster Phelps). Numa reviravolta, Vivian vai viajar com seu filho e acaba conhecendo um outro homem, então, troca o marido por uma vida lasciva, enquanto Mary conquista o amor do ex-marido de Vivian e começa a cuidar de seu filho.

## Elenco
- Joan Blondell como Mary Keaton / Mary Bernard
- Warren William como Robert Kirkwood
- Ann Dvorak como Vivian Revere Kirkwood
- Bette Davis como Ruth Westcott
- Lyle Talbot como Michael Loftus
- Humphrey Bogart como Harve
- Allen Jenkins como Dick
- Edward Arnold como Ace
- Frankie Darro como Bobby
- Virginia Davis como Mary Keaton (jovem)
- Dawn O'Day como Vivian Revere (jovem)
- Betty Carse como Ruth Westcott (jovem)
- Glenda Farrell como Sra. Black
- Buster Phelps como Robert Jr.
- Grant Mitchell como Sr. Gilmore, diretor da escola

## Produção

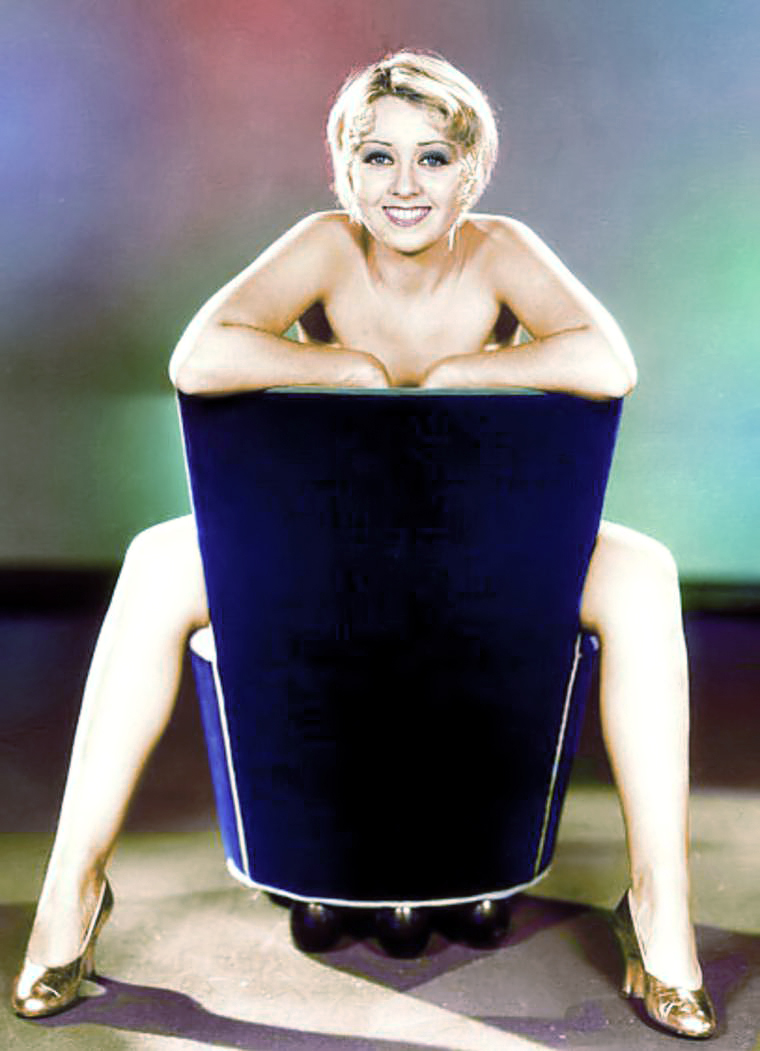
Joan Blondell em fotografia promocional para o filme, banida em 1932.

Dvorak foi a última dos quatro atores principais a ser escalada. Essa foi a primeira aparição de Bogart como um tipo de bandido, embora seu trabalho em "Midnight", de 1934, tenha precedido esse papel e o levou a ser escalado por LeRoy.
As filmagens ocorreram em junho de 1932.
Quando o filme foi lançado em outubro de 1932, o sequestro de Charles August Lindbergh, Jr. estava em todos os noticiários, e os sequestradores ainda não haviam sido pegos. O sequestro de uma criança na história do filme levantou preocupações com os censores, mas Jason Joy, do Comitê de Relações de Estúdio, fez com sucesso um caso para o filme por causa dos censores em Nova Iorque, Ohio, Pensilvânia e Maryland.
Joan Blondell posou para uma ousada foto de publicidade promocional para o filme em 1932, que mais tarde foi banida sob o código de produção cinematográfico.

## Recepção

Elenco principal no trailer do filme
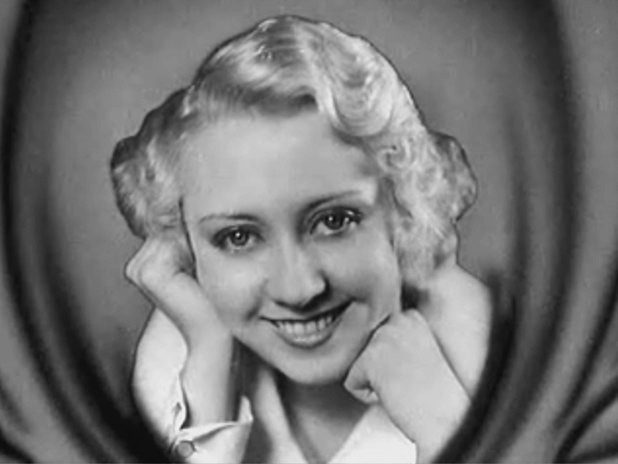
Blondell
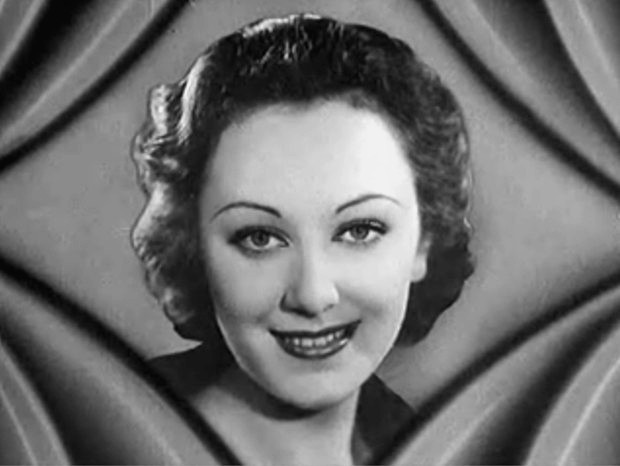
Dvorak
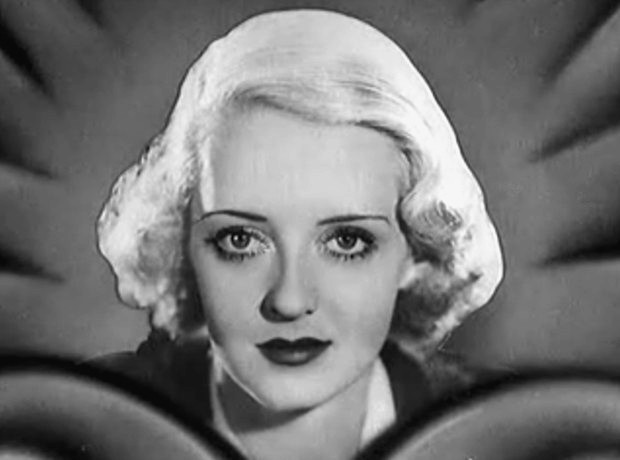
Davis
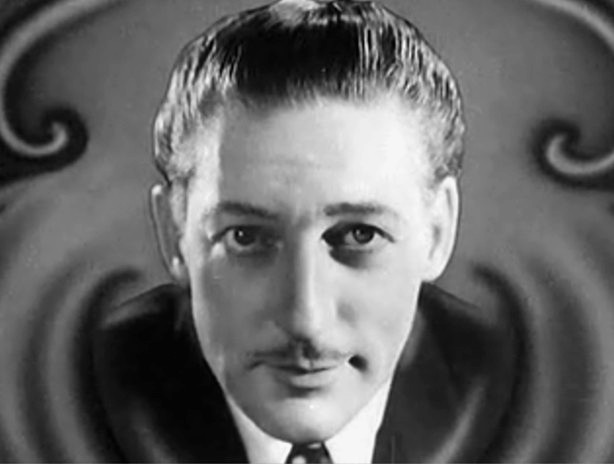
William

"Three on a Match" recebeu de críticas mornas a ruins em geral. Mordaunt Hall, em sua crítica para o The New York Times, chamou o filme de "tedioso e desagradável", e também de "não inteligente". Um revisor da revista Time sentiu que o filme não tinha muito peso, ao contrário das produções anteriores de Glasmon e Bright, e que o suicídio no final era mais implausível do que trágico. Kaspar Monahan, para a Pittsburgh Press, pensou que o filme começou com a esperança de ser "diferente", mas acabou se transformando em um "fio sobre gângsteres", e resumiu: "Direção boa na maior parte; atuações tão boas quanto pode ser esperado sob as circunstâncias; história errática".
O Spokesman-Review de Spokane expressou admiração pela maneira como a passagem de tempo é mostrada através de várias sequências montadas, chamando-a de "uma nova abordagem e tratamento ..." e comentou que o filme "soou verdadeiro".
Revisões de jornais comerciais aconselharam os exibidores a se concentrarem no elenco: "Um elenco atraente é o motivo de comparecimento para esse filme, que é surpreendente em suas escassas demandas sobre seu quarteto de pessoas em destaque", foi o comentário inicial de Sid Silverman, da revista Variety. A crítica do The Film Daily também disse que o "elenco ajuda" com um enredo que tem "muitas voltas". O Motion Picture Herald também aconselhou os exibidores a se concentrar na "força dos nomes de elenco" e não sequer usar a palavra "sequestro" ou aludir a isso em promoções.
Décadas após seu lançamento, o filme encontrou mais popularidade entre críticos e historiadores de cinema. Em 1969, William K. Everson chamou-o de "extraordinariamente cuidadoso" e escreveu: "Esplendidamente cortado e ritmado ... e culminado por um verdadeiro choque, Three on a Match ainda é uma pequena produção vívida". Wheeler Winston Dixon observou: "O filme é surpreendente para a quantidade de informação que LeRoy consegue comprimir neste conto relâmpago". Foi apontado como o melhor desempenho de Dvorak para a Warner.
Leonard Maltin deu ao filme 3/4 estrelas, descrevendo-o como um "belo, rápido (e surpreendentemente potente) melodrama pre-Code de três garotas que renovam a amizade de infância, apenas para encontrar suspense e tragédia. Dvorak é simplesmente maravilhosa".
Em 1938, a Warner Bros. lançou "Broadway Musketeers", uma refilmagem de "Three on a Match".

### Bilheteria
De acordo com a Warner Bros., o filme arrecadou US$ 338.000 nacionalmente e US$ 106.000 no exterior, totalizando US$ 444.000 mundialmente.